# Injected with a Poison
Injected with a Poison is een Engelstalige single van het Belgische muziekproject Praga Khan in samenwerking met Jade 4U uit 1992.
Het was oorspronkelijk de B-kant van de single Free Your Body (1991). In 1992 werd het uitgebracht als eigen single met Free Your Body als B-kant.
Het nummer verscheen op het album A Spoonful of Miracle uit 1993.